# Uvarovidium peninsulare
Uvarovidium peninsulare är en insektsart som beskrevs av Vitaly Michailovitsh Dirsh 1956. Uvarovidium peninsulare ingår i släktet Uvarovidium och familjen gräshoppor. Inga underarter finns listade i Catalogue of Life.